# Cheyenne Parker
Cheyenne Sernina Parker, coniugata Tyus (Queens, 22 agosto 1992), è una cestista statunitense, professionista nella WNBA.

## Carriera
È stata selezionata dalle Chicago Sky al primo giro del Draft WNBA 2015 con la 5ª chiamata assoluta.